# Distoleon coreanus
Distoleon coreanus är en insektsart som först beskrevs av Navás 1930.  Distoleon coreanus ingår i släktet Distoleon och familjen myrlejonsländor. Inga underarter finns listade i Catalogue of Life.